# Caspar Aman
Caspar Aman (* 3. Januar 1616 in Deggendorf; † 11. Juli 1699 in Wien) war Hofkontrollor am kaiserlichen Hof in Wien.

## Leben
Der Sohn eines Schwarzfärbers verwaiste 1633 früh durch den Tod seines Vaters und der Mutter. 1637 war er als Schreiber für die Stadtverwaltung tätig. Ab 1640 stand er in Diensten Kaiser Ferdinand III. und arbeitete beim kaiserlichen Hofkontrollor in Wien. 1657 wurde er selbst Hofkontrollor und damit gewissermaßen oberster Verwaltungsleiter. Er übte dieses verantwortungsvolle Amt 42 Jahre bis zu seinem Tode aus. Aman organisierte u. a. 1657 Kaiser Ferdinands prunkvolle Beerdigung. 
Dabei erwarb er sich das besondere Vertrauen der kaiserlichen Familie, begleitete auch Kaiser Leopold I. und etliche seiner Kinder auf Reisen als unentbehrlicher Organisator von Quartier, Verpflegung und Unterhaltung der zahlreichen Begleitpersonen. In Anerkennung seiner Verdienste verlieh der Kaiser ihm einen bürgerlichen Wappenbrief, erhob ihn später in den Adelsstand und zeichnete ihn 1696 mit dem Ehrentitel Kaiserlicher Rat aus.
Aman blieb zeitlebens unverheiratet. Sein am Wiener Hof erworbenes beträchtliches Vermögen vermachte er in seinem Testament teilweise seinen Bediensteten, zum größten Teil jedoch in Sorge um sein Seelenheil zahlreichen Stiftungen in den Kirchen seiner Heimatstadt Deggendorf. Auf seine Spenden gehen unter anderem die Sandsteinfiguren des Kreuzweges auf dem Geiersberg, die Heilige Grabkapelle und die großen Wandelleuchter in der Himmelfahrtskirche zurück. Er begründete auch die Deggendorfer Waisenhausstiftung. In Deggendorf ist die Amanstraße nach ihm benannt, in der sich früher das 1884 neu errichtete Waisenhaus befand. Anlässlich seines 300. Todestages fand 1999 eine Aman gewidmete Ausstellung im Stadtmuseum statt.